# Utricularia radiata
Utricularia radiata är en tätörtsväxtart som beskrevs av John Kunkel Small. Utricularia radiata ingår i släktet bläddror, och familjen tätörtsväxter. Inga underarter finns listade i Catalogue of Life.

## Bildgalleri

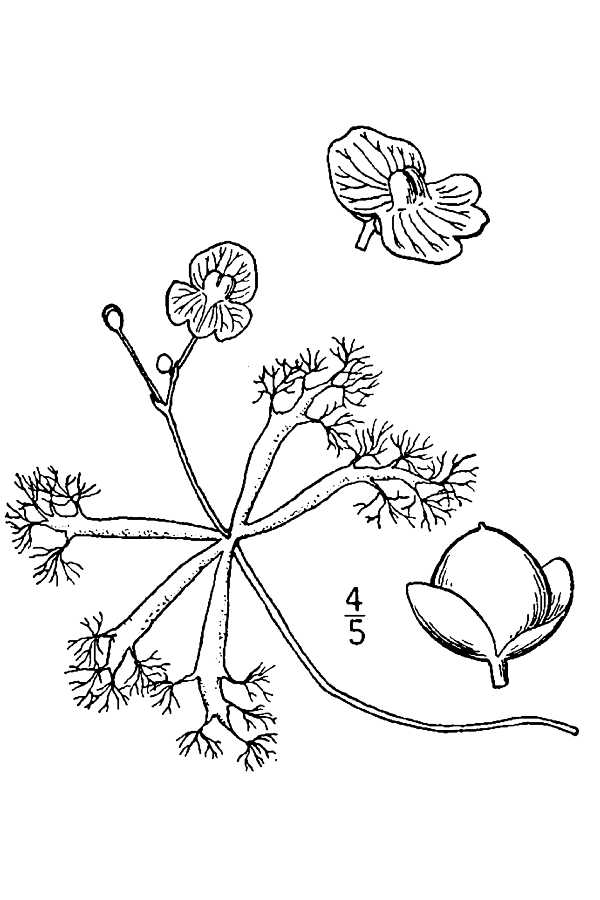